# 광대뼈

두개골의 측면부
1. 이마뼈(Frontal bone)
2. 마루뼈(Parietal bone)
3. 코뼈(Nasal bone))
4. 벌집뼈(Ethmoid bone)
5. 눈물뼈(Lacrimal bone)
6. 나비뼈(Sphenoid bone)
7. 뒤통수뼈(Occipital bone)
8. 관자뼈(Temporal bone)
9. 광대뼈 (Zygomatic bone)
10. 위턱뼈(Maxilla)
11. 아래턱뼈(Mandible)

광대뼈(영어: zygomatic bone) 또는 관골(顴骨) 또는 협골(頰骨)은 머리뼈를 구성하는 뼈의 하나이다. 볼기뼈도 관골(臗骨)이라고 부른다. 광대뼈는 위턱뼈와 이마뼈, 그리고 관자뼈의 광대돌기의 사이에 자리잡고 있으며, 모양은 대략 마름모꼴이다. 얼굴볼부분의 돌출을 만드는 뼈이며 눈확의 아래 바깥쪽에 위치한다. 아래쪽 안쪽면, 바깥쪽면, 위쪽 안쪽면, 뒤쪽면의 네 개의 면으로 나뉜다.

## 관절
하나의 광대뼈는 1개의 이마뼈, 1개의 나비뼈, 1개의 관자뼈, 1개의 위턱뼈와 관절한다.

## 같이 보기
- 트리처 콜린스 증후군
- 볼기뼈
- 관골
- 수뇌